# René Bautru des Matras
René Bautru des Matras, avocat et conseiller au présidial d'Angers et maire d'Angers.

## Biographie
Il est le fils de Maurice Bautru, sieur des Matras, et de Françoise Lebret.
Il fut tour à tour avocat à Angers, avocat au Parlement de Paris, conseiller au Présidial d'Angers en 1580, échevin au rétablissement de la Mairie le 13 avril 1589, puis capitaine d'une des compagnies de ville, enfin maire d'Angers le 1er mai 1604.
Depuis 1586, il était assesseur civil et criminel au Présidial. Il avait épousé Perrine Ligier de la Ménantière.
Le 9 avril 1589, il avait été chargé, avec le lieutenant-criminel Pierre Ayrault, de porter au maréchal Jean VI d'Aumont les offres des habitants d'Angers qui se soumettaient aux volontés du Roi.
« Matras sera ton Arlequin
Car sa façon est très badine ;
Besson entend le Patelin
Qui sent son Horace à la mine ;
Sa femme aura nom Jacqueline,
Sa sœur Isabelle ou Catin.
Il nest que daller.
Michel Luette, Pique-mouches, 1592 »
Il s'armait : D'argent au chevron de gueules, accompagné de trois roses de même, deur en chef et une en dedans du chevron, et d'une tête de loup arrachée de sable en pointe.[réf. nécessaire]